# آزمایشگاه کولد اسپرینگ هاربر

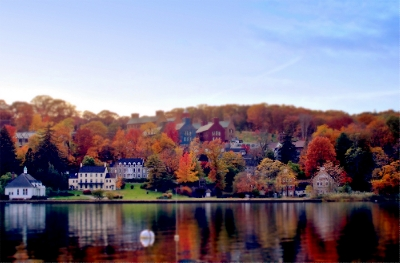
آزمایشگاه کولد اسپرینگ هاربر

آزمایشگاه کولد اسپرینگ هاربر (Cold Spring Harbor) به اختصار CSHL یکی از معتبرترین موسسات تحقیقاتی خصوصی با تمرکز بر ژنومیک، سرطان، علوم اعصاب، زیست‌شناسی گیاهی، و زیست‌شناسی محاسباتی است.
این آزمایشگاه یکی از معروف‌ترین موسساتی است که نقش مهمی در توسعه ژنتیک مولکولی و زیست‌شناسی مولکولی ایفا کرده‌است.
هشت برنده جایزه نوبل پزشکی یا فیزیولوژی از افراد وابسته به این آزمایشگاه بوده‌اند. بر اساس داده‌های تامسون رویترز، CSHL به عنوان یکی از پیشروترین موسسات تحقیقاتی زیست‌شناسی مولکولی و ژنتیک رده‌بندی می‌شود. همچنین طبق نتایج نشریه نیچر، CSHL رتبه یک تولید علم در جهان را در اختیار دارد. این آزمایشگاه توسط بروس استیلمن، بیوشیمیست و محقق سرطان اداره می‌شود.

## برنامه‌های تحقیقاتی
بیش از ۶۰۰ نفر کارمند تحقیقاتی از جمله محققان فوق دکترا در ۵۲ آزمایشگاه CSHL، تعداد ۱۲۵ دانشجوی تحصیلات تکمیلی و ۵۰۰ پرسنل اداری، کل کارمندان را به بیش از ۱۲۰۰ نفر می‌رساند.
زیست‌شناسی سلولی و ژنومیک RNA مداخله گر و زیست‌شناسی میکروRNAها؛ تکثیر DNA؛ پیرایش RNA؛ هدایت سیگنال؛ ساختار ژنوم؛ RNAهای غیر کد کننده؛ توالی یابی عمیق؛ توالی یابی و تجزیه و تحلیل تک سلولی؛ سلول‌های بنیادی؛ دینامیک کروماتین؛ زیست‌شناسی ساختاری؛ پروتئومیکس پیشرفته؛ طیف‌سنجی جرمی؛ میکروسکوپی پیشرفته.
تحقیق سرطان انواع اصلی سرطان تحت مطالعه: پستان، پروستات، خون (لوسمی، لنفوم). سندرم میلوددیپلاستیک ملانوما؛ کبد؛ تخمدان و دهانه رحم؛ ریه؛ مغز؛ لوزالمعده.
کانون‌های تحقیقاتی: مقاومت در برابر دارو؛ ژنتیک سرطان؛ ریز محیط تومور. متابولیسم سرطان؛ کنترل رشد در سلول‌های پستانداران؛ تنظیم ژن رونویسی و پس از رونویسی.
علوم اعصاب انستیتوی ژنومیک شناختی استنلی از تکنیک‌های توالی یابی عمیق و سایر ابزارها برای مطالعه ژنتیک اساس اختلالاتی مانند اسکیزوفرنی، اختلال دو قطبی و افسردگی استفاده می‌کند.
مرکز مکانیسم‌های عصبی Swartz ،شناخت در مغز عادی را به عنوان پایه ای برای درک اختلالات در بیماری‌های عصبی بررسی می‌کند.
سایر کانون‌های تحقیقاتی شامل ژنتیک اوتیسم؛ نقشه‌برداری از مغز پستانداران؛ ارتباطات عصبی در تصمیم‌گیری.
زیست‌شناسی گیاهی توالی‌یابی ژنوم گیاهان، اپی‌ژنتیک و سلول‌های بنیادی، پیام‌رسانی سلول‌های بنیادی. تعامل بین گیاهان و محیط زیست؛ استفاده از بینش‌های ژنتیکی برای افزایش عملکرد محصولات زراعی، به عنوان مثال ذرت، برنج، گندم. افزایش کیفیت و تولید میوه در گیاهان گلدار؛ به عنوان مثال، گوجه‌فرنگی. ژنتیک گیاهان آبزی برای توسعه سوخت‌های زیستی.
مرکز زیست‌شناسی محاسباتی سایمون بازسازی توالی و اعتبار سنجی ژنوم؛ مدل‌سازی ریاضی و توسعه الگوریتم؛ ژنتیک جمعیت؛ آمار کاربردی و یادگیری ماشین؛ ژنتیک محاسباتی؛ رایانش ابری و کلان‌داده.

## کووید ۱۹
دانشمندان آزمایشگاه CSHL، دانشگاه بهداشت یوتا، مؤسسه درمانی PEEL، دانشکده پزشکی ویل کرنل برای بررسی عملکرد احتمالی تله‌های خارج سلولی نوتروفیل (NET) در COVID-19، از ۳۳ فرد بستری در بیمارستان نمونه‌گیری کردند. تله‌های خارج سلولی نوتروفیل (NET) نوعی عامل محافظتی بوده که توسط سیستم ایمنی بدن در برابر برخی عوامل بیماری‌زا استفاده می‌شوند.

## برنامه‌های آموزشی

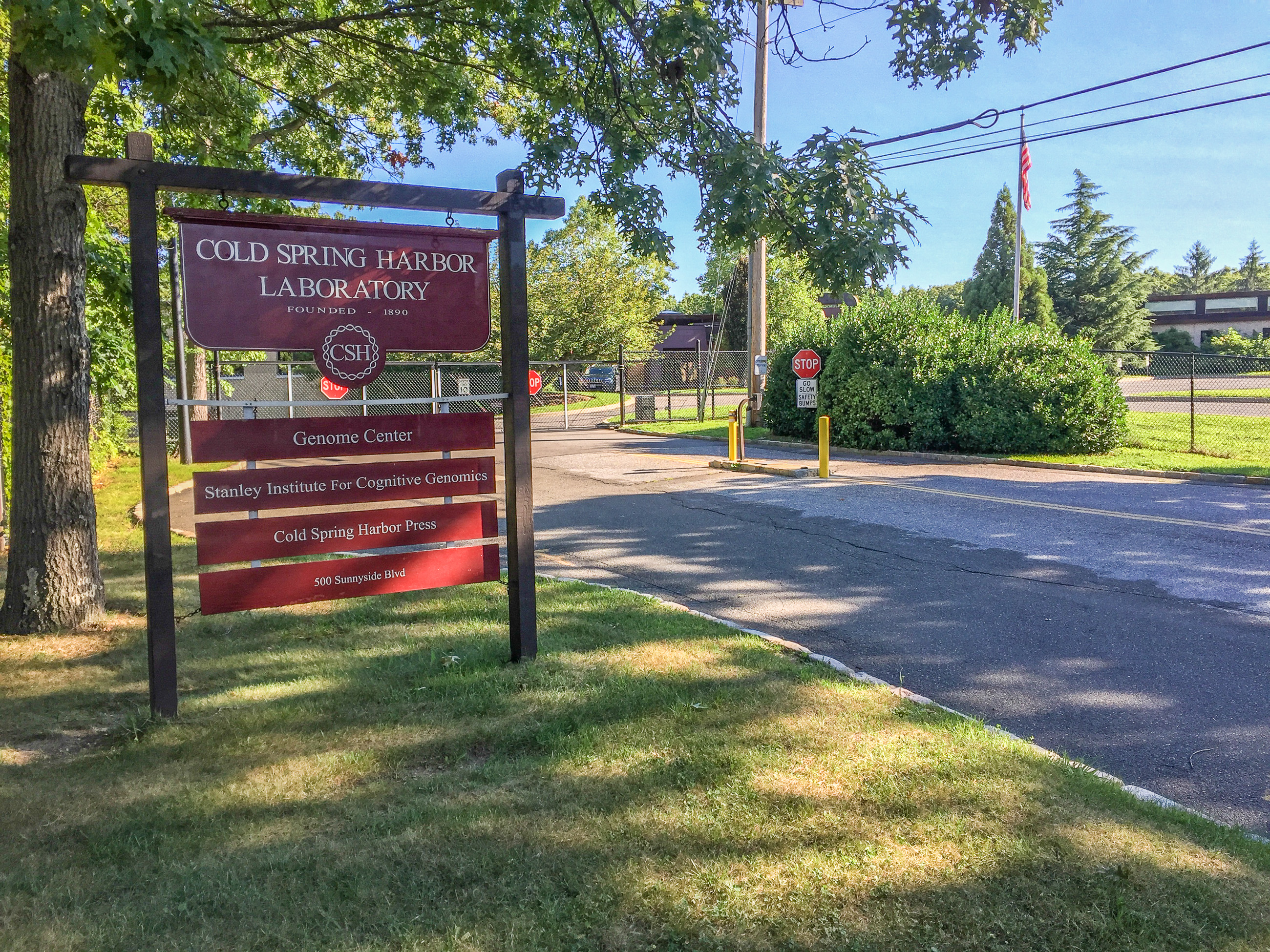
ورودی بلوار 500 Sunnyside.

علاوه بر اهمیت در بخش‌های تحقیقاتی، CSHL مأموریت آموزشی گسترده‌ای نیز دارد. مدرک دکتری توسط دانشکده علوم زیست‌شناسی واتسون (WSBS)، که در سال ۱۹۹۸ تأسیس شد، اعطا می‌شود. آزمایشگاه و اعضای هیئت علمی به‌طور کامل بودجه برنامه تحقیقاتی هر دانشجو را تأمین می‌کنند. دانشجویان برای به دست آوردن مدرک دکترای خود در ۴–۵ سال به چالش کشیده می‌شوند.
مطبوعات آزمایشگاه کولد اسپرینگ هاربر برنامه ای را متشکل از هفت ژورنال علمی، ۱۹۰ کتاب، کتابچه و پروتکل‌های راهنمای آزمایشگاهی و خدمات آنلاین برای نسخه‌های پیش از انتشار تحقیقاتی ایجاد کرده‌است.